# Alessandro Sorrentino
Alessandro Sorrentino (Guardiagrele, 3 aprile 2002) è un calciatore italiano, portiere del Padova, in prestito dal Monza.

## Carriera

### Club
Muove i suoi primi passi nel settore giovanile della Virtus Lanciano per poi passare alla Renato Curi Angolana ed infine al Pescara. Con la squadra Primavera vince il Girone B del Campionato Primavera 2 e successivamente anche la Supercoppa Primavera 2 nella stagione 2020-2021. Dalla stagione successiva passa in pianta stabile in prima squadra dove è inizialmente dietro nelle gerarchie a Raffaele Di Gennaro. Esordisce nei professionisti il 15 settembre 2021 nella gara valida per il secondo turno di Coppa Italia Serie C vinta per 2-0 in casa contro il Grosseto e dove para anche rigore. Vista la squalifica di Di Gennaro, l'11 ottobre successivo compie il suo debutto anche in campionato nel pareggio dell'ottava giornata per 2-2 contro la Virtus Entella. Complice l'infortunio di Di Gennaro, si impone rapidamente come titolare nel ruolo totalizzando al termine della stagione 30 presenze con 31 reti subite.
Il 13 luglio 2022 viene acquistato per 800 mila euro dal Monza, neopromosso in Serie A, con cui si lega firmando un contratto quinquennale. Nella sua prima stagione con la società brianzola va regolarmente in panchina ma non scende mai in campo. Il 17 settembre 2023 debutta con il Monza nella quarta giornata di campionato pareggiata 1-1 contro il Lecce. Il 6 gennaio 2024 subentra all'infortunato Michele Di Gregorio nella vittoria per 3-2 contro il Frosinone. Visto l'infortunio di Di Gregorio scende in campo anche nelle due partite successive entrambe perse rispettivamente per 5-1 contro l'Inter e 3-0 contro l'Empoli. Chiude la sua seconda stagione con sette presenze e sedici gol subiti.
Il 26 agosto 2024 viene ceduto a titolo temporaneo al Frosinone, appena sceso nella serie cadetta. Debutta con i ciociari il 14 settembre successivo nella quinta giornata di campionato nella sconfitta esterna per 4-0 contro il Brescia. Scende in campo anche nella gara seguente persa per 3-0 contro il Bari. Nel corso della stagione non mette più piede in campo vista la titolarità di Michele Cerofolini chiudendo la sua esperienza con sole due presenze e sette reti subite.
Il 19 agosto 2025 viene ufficializzato il suo passaggio al Padova, neopromosso in Serie B, con la formula del prestito con diritto di riscatto.

### Nazionale
Nel marzo del 2022 viene convocato per la prima volta con la Nazionale under 20 da Alberto Bollini. Il 28 marzo successivo esordisce nella vittoria per 5-0 contro la Norvegia valida per il Torneo Otto Nazioni. Scende in campo anche nella successiva partita, persa per 1-0 contro la Polonia venendo sostituito nei minuti finali con il punteggio ancora in parità.
Viene convocato per la prima volta con la Nazionale under 21 da Paolo Nicolato nel settembre del 2022 senza però scendere in campo. Fa la sua unica presenza con questa rappresentativa il 24 marzo 2023 subentrando nei minuti finali dell'amichevole vinta per 2-0 contro la Serbia.

## Statistiche

### Presenze e reti nei club
Statistiche aggiornate al 19 agosto 2025.
| Stagione        | Squadra         | Campionato      | Campionato | Campionato | Coppe nazionali | Coppe nazionali | Coppe nazionali | Coppe continentali | Coppe continentali | Coppe continentali | Altre coppe | Altre coppe | Altre coppe | Totale | Totale |
| Stagione        | Squadra         | Comp            | Pres       | Reti       | Comp            | Pres            | Reti            | Comp               | Pres               | Reti               | Comp        | Pres        | Reti        | Pres   | Reti   |
| --------------- | --------------- | --------------- | ---------- | ---------- | --------------- | --------------- | --------------- | ------------------ | ------------------ | ------------------ | ----------- | ----------- | ----------- | ------ | ------ |
| 2021-2022       | Pescara         | C               | 26+3       | -24 + -7   | CI-C            | 1               | 0               | -                  | -                  | -                  | -           | -           | -           | 30     | -31    |
| 2022-2023       | Monza           | A               | 0          | 0          | CI              | 0               | 0               | -                  | -                  | -                  | -           | -           | -           | 0      | 0      |
| 2023-2024       | Monza           | A               | 7          | -16        | CI              | 0               | 0               | -                  | -                  | -                  | -           | -           | -           | 7      | -16    |
| Totale Monza    | Totale Monza    | Totale Monza    | 7          | -16        |                 | 0               | 0               |                    | -                  | -                  |             | -           | -           | 7      | -16    |
| 2024-2025       | Frosinone       | B               | 2          | -7         | CI              | -               | -               | -                  | -                  | -                  | -           | -           | -           | 2      | -7     |
| 2025-2026       | Padova          | B               | -          | -          | CI              | -               | -               | -                  | -                  | -                  | -           | -           | -           | -      | -      |
| Totale carriera | Totale carriera | Totale carriera | 38         | -54        |                 | 1               | 0               |                    | -                  | -                  |             | -           | -           | 39     | -54    |

### Cronologia presenze e reti in nazionale
| Cronologia completa delle presenze e delle reti in nazionale ― Italia under 21 | Cronologia completa delle presenze e delle reti in nazionale ― Italia under 21 | Cronologia completa delle presenze e delle reti in nazionale ― Italia under 21 | Cronologia completa delle presenze e delle reti in nazionale ― Italia under 21 | Cronologia completa delle presenze e delle reti in nazionale ― Italia under 21 | Cronologia completa delle presenze e delle reti in nazionale ― Italia under 21 | Cronologia completa delle presenze e delle reti in nazionale ― Italia under 21 | Cronologia completa delle presenze e delle reti in nazionale ― Italia under 21 |
| Data                                                                           | Città                                                                          | In casa                                                                        | Risultato                                                                      | Ospiti                                                                         | Competizione                                                                   | Reti                                                                           | Note                                                                           |
| ------------------------------------------------------------------------------ | ------------------------------------------------------------------------------ | ------------------------------------------------------------------------------ | ------------------------------------------------------------------------------ | ------------------------------------------------------------------------------ | ------------------------------------------------------------------------------ | ------------------------------------------------------------------------------ | ------------------------------------------------------------------------------ |
| 24-3-2023                                                                      | Novi Sad                                                                       | Serbia under 21                                                                | 0 – 2                                                                          | Italia under 21                                                                | Amichevole                                                                     | -                                                                              | 86’                                                                            |
| Totale                                                                         |                                                                                | Presenze                                                                       | 1                                                                              |                                                                                | Reti                                                                           | -                                                                              |                                                                                |

## Palmarès

### Club

#### Competizioni giovanili
- Campionato Primavera 2: 1

Pescara: 2020-2021 (girone B)
- Supercoppa Primavera 2: 1

Pescara: 2021